# فهرست سفیران ایران در هند
در سال ۱۳۲۶ بلافاصله پس از اعلام استقلال هند سرکنسولگری ایران در دهلی نو به سفارت تبدیل گردید و علی معتمدی که قبلاً سرکنسول و وزیر مختار بود از اسفند ۱۳۲۶ به مقام سفیر کیبر ارتقا یافت.

## پهلوی
- علی معتمدی سرکنسول از ۱۳۲۲، سفیر از اسفند ۱۳۲۶ - آذر ۱۳۲۷
- موسی نوری اسفندیاری ۳۰ دی ۱۳۲۷ - دی ۱۳۳۰
- علی‌اصغر حکمت
- مرتضی مشفق کاظمی
- عبدالحسین مسعود انصاری آذر ۱۳۴۰ - فروردین ۱۳۴۲
- فریدون آدمیت فروردین ۱۳۴۲ - خرداد ۱۳۴۴
- جلال عبده مرداد ۱۳۴۴ - مهر ۱۳۴۷
- محمدرضا امیرتیمور کلالی آبان ۱۳۴۷ - شهریور ۱۳۵۰
- غلامعلی وحید مازندرانی
- محمد معظمی گودرزی نور
- غلامرضا تاج‌بخش دولو بهمن ۱۳۵۴ - ۱۷ دی ۱۳۵۷

## جمهوری اسلامی
- ناصر شیرازی‌راد (کاردار موقت) اسفند ۱۳۵۷ - آبان ۱۳۵۸

- ابوالفضائل مجتهدی آبان ۱۳۵۸ - مرداد ۱۳۶۰

- محمدمهدی آخوندزاده (کاردار موقت) مرداد ۱۳۶۰ - تیر ۱۳۶۱

- حسن اسدی لاری تیر ۱۳۶۱ - آبان ۱۳۶۳
- ابراهیم بهنام دهکردی آبان ۱۳۶۳ - مرداد ۱۳۶۷

- جاوید قربان‌اوغلی (کاردار موقت) مرداد ۱۳۶۷ - اردیبهشت ۱۳۶۸

- ابراهیم رحیم‌پور اردیبهشت ۱۳۶۸ - آبان ۱۳۷۱
- علیرضا شیخ عطار آبان ۱۳۷۱ - اسفند ۱۳۷۶
- میرمحمود موسوی فروردین ۱۳۷۷ - ۱۳۸۱
- سیاوش زرگر یعقوبی دی ۱۳۸۱ - مهر ۱۳۸۶
- سید مهدی نبی‌زاده ۱۳۸۶ - آبان ۱۳۹۱
- غلامرضا انصاری آذر ۱۳۹۱ - اسفند ۱۳۹۶

- مسعود رضوانیان (کاردار) اسفند ۱۳۹۶ - آبان ۱۳۹۷

- علی چگنی آبان ۱۳۹۷ - مرداد ۱۴۰۱
- ایرج الهی دهقی مرداد ۱۴۰۱ تاکنون[۱]